# Analía Couceyro
Analía Couceyro (1974, Buenos Aires, Argentina) es una actriz y directora de teatro y cine.

## Biografía
Empezó a actuar en 1989 en el Grupo de Teatro del Instituto Goethe. Entre 1993 y 2000 se inició en improvisación y completó un ciclo de formación actoral y entrenamiento en el Sportivo Teatral, donde también fue docente, además de participar en distintos cursos y seminarios.
Su primer trabajo como directora de teatro fue La movilidad de las cosas terrenas (2000). En 1996 ganó el Premio Trinidad Guevara a la Revelación Femenina por su actuación en El Corte; el 2001 el Premio a la Mejor Actriz en el Festival de Portobello (Londres) por El Sur de una Pasión; el 2002 el Premio Clarín por Dedos, el musical; el 2003 el Premio Teatro del Mundo a la Mejor Actriz de Teatro por Donde más duele, y el Premio Clarín a la Mejor Actriz de Cine por Los Rubios.

## Obras

### Teatro

#### Actriz
- "La terquedad"
- "Constanza muere"
- Las islas
- Not I
- Medea
- Galileo Galilei
- Paisaje después de la batalla
- La libertad
- Enrique IV
- Ocho mujeres
- Donde más duele
- Textos por asalto
- La Belle Captive
- Dedos, el musical
- Ifigenia en Áulide
- Amanda y Eduardo
- Tanta mansedumbre
- El corte

#### Directora
- La movilidad de las cosas terrenas
- Tanta mansedumbre
- Cara de Cuero
- Barrocos Retratos de una Papa
- Casa de Citas
- Dóciles y útiles
- Copia fiel

### Películas
- No quiero volver a casa (2001)
- Los rubios (2003)
- El sur de una pasión (2001)
- Pescado crudo (2001)
- Géminis (2005)
- El pasado (2007)
- La rabia (2008)
- La mala verdad (2010)
- La sabiduría (2019)
- Cadáver exquisito (2022)

### Mini-series y Televisión
- Sangre fría (2004)
- Urgente (2007) (TV)
- 23 pares (2012)
- ""[[Señores Papis]]""(2014)
- ""[[Otros Pecados]]""(2019)
- ""[[El Jardín De Bronce]]""(2023)
- '''[[Camaleón,el Pasado no Cambia]]''''

## Premios

### Teatro
- 1996: Premio Trinidad Guevara a la Revelación Femenina por su actuaciíon en El Corte.
- 2002: Premio Clarín por Dedos, el musical.
- 2003: Premio Teatro del Mundo a la Mejor Actriz de Teatro por Donde más Duele.

### Cine

#### Festival de Portobello
| Año  | Resultado | Premio              | Categoría/Destinatario(s)        |
| ---- | --------- | ------------------- | -------------------------------- |
| 2001 | Ganadora  | Premio Mejor Actriz | Por: El Sur de una Pasión (2001) |

#### Premio Clarín
| Año  | Resultado | Premio        | Categoría/Destinatario(s) |
| ---- | --------- | ------------- | ------------------------- |
| 2003 | Ganadora  | Premio Clarín | Por: Los Rubios (2003)    |